# Kiermielańce
Kiermielańce (lit. Kirmėliai) – wieś na Litwie, położona w okręgu uciańskim. Położona przy drodze 1239, dalej drogą 1213 2 km do Rogowa, 4 km od wsi Skowrody, 5 km od wsi Maksimiszki.
W końcu XIX w. i na początku  XX w. na Kiermielańce składał się folwark i dwa dwory (jak zaznaczyli autorzy Słownika geograficznego byli tu: Stankiewiczowie 40 dz., Józefowiczowie 70 dz., Rostkowscy 50 dz.). 
W latach 1938–1944 była tu wiejska 4-klasowa szkoła litewska. 
W 2023 we wsi jest sklep spożywczy (lit. KOOPS) oraz atrakcja turystyczna (lit. Kirmėlių piliakalnis II). Zamieszkałych jest 159 mieszkańców i leży w pobliżu wsi (lit. Nausodė) i (lit. Pailgamiškis).